# Stensjön och Lomtjärn
Stensjön och Lomtjärn este o arie protejată (arie specială de conservare — SAC, sit de importanță comunitară — SCI, arie de protecție specială avifaunistică — SPA) din Suedia întinsă pe o suprafață de 1.235,6 ha, integral pe uscat.

## Localizare
Centrul sitului Stensjön och Lomtjärn este situat la coordonatele 62°08′19″N 16°15′22″E / 62.1386°N 16.256°E.

## Înființare
Situl Stensjön och Lomtjärn a fost declarat sit de importanță comunitară în decembrie 1995 pentru a proteja 1 specie de plante și 8 specii de animale. Alte tipuri de protecție:
- arie de protecție specială avifaunistică (în decembrie 1996)[2]
- arie specială de conservare (în martie 2011)[1][3][4]

## Biodiversitate
Situată în ecoregiunea boreală, aria protejată conține 9 habitate naturale: Mlaștini turboase de tranziție și turbării mișcătoare, Păduri fino-scandinave bogate în ierburi cu Picea abies, Lacuri și iazuri distrofice naturale, Păduri caducifoliate de mlaștină fino-scandinave, Izvoare fino-scandinave și mlaștini produse de izvoare bogate în minerale, Taiga vestică, Cursuri de apă de la nivel de câmpie la nivel montan, cu vegetație Ranunculion fluitantis și Callitricho-Batrachion, Mlaștini împădurite, Mlaștini alcaline.
La baza desemnării sitului se află mai multe specii protejate:
- plante (1): Herzogiella turfacea
- păsări (6): cocoșul de mesteacăn (Bonasa bonasia), cufundar polar (Gavia arctica), vultur pescar (Pandion haliaetus), ciocănitoare de munte (Picoides tridactylus), cocoșul de mesteacăn (Tetrao tetrix tetrix),  cocoș de munte (Tetrao urogallus)
- nevertebrate (2): Stephanopachys linearis, Stephanopachys substriatus